# Mönch-Erdene Enchtaiwangiin
Mönch-Erdene Enchtaiwangiin (mongol. Энхтайвангийн Мөнх-Эрдэнэ, ᠡᠩᠬᠡᠲᠠᠶᠢᠪᠤᠩᠤᠨ ᠮᠥᠩᠬᠡ-ᠡᠷᠳᠡᠨᠢ; * 17. Oktober 1995) ist ein mongolischer Fußballspieler.

## Karriere

### Verein
Mönch-Erdene Enchtaiwangiin steht seit 2017 beim Athletic 220 FC unter Vertrag. Der Verein aus Ulaanbaatar spielt in der höchsten Liga des Landes, der National Premier League. Mit dem Verein gewann er 2018 den Mongolia Cup. Das Endspiel gegen den Ulaanbaatar City FC gewann man mit 2:0. 2019 wurde er an den Ligakonkurrenten 
FC Ulaanbaatar ausgeliehen. Ende 2020 kehrte er nach der Ausleihe zu Athletic zurück.

### Nationalmannschaft
Mönch-Erdene Enchtaiwangiin spielt seit 2017 in der Nationalmannschaft der Mongolei. Bisher bestritt er sieben Länderspiele.

## Erfolge
Athletic 220 FC
- Mongolia Cup: 2018